# Gimnasio del Teatro (Éfeso)
El Gimnasio del Teatro es el nombre utilizado por  los arqueólogos para un antiguo gimnasio y termas de la ciudad de Éfeso en Asia Menor, en la actual Turquía. Sus ruinas forman parte del yacimiento arqueológico de Éfeso, declarado Patrimonio de la Humanidad por la Unesco.
El Gimnasio fue construido en la época romana. Estaba situado en el lado norte de la calle Arcadiane, cerca del Teatro, del que toma su nombre actual. En la parte sur del edificio había una palestra, de unos 70 × 30 metros. Estaba flanqueada en los lados sur, oeste y este por columnas con suelos de mosaico. En la parte norte del edificio, en el lado de las termas, había un mirador. En el lado sur de las termas había una hilera de salas; la sala central, más grande, estaba destinada a las piscinas calientes. A sus lados había salas apoditerio para cambiarse de ropa. En la parte central de las termas había una sala interpretada como frigidarium. En la parte norte había una hilera de salas, la central de las cuales se ha interpretado como dedicada al culto imperial.
Al oeste del edificio se encontraban las instalaciones de Verulano, parte de las llamadas termas, que servían como instalaciones deportivas.